# Вільяльба-де-ла-Лома
Вільяльба-де-ла-Лома (ісп. Villalba de la Loma) — муніципалітет в Іспанії, у складі автономної спільноти Кастилія-і-Леон, у провінції Вальядолід. Населення — 57 осіб (2010).
Муніципалітет розташований на відстані близько 230 км на північний захід від Мадрида, 70 км на північний захід від Вальядоліда.

## Демографія
Динаміка населення (INE ):